# Praxeus
Praxeus es el sexto episodio de la duodécima temporada moderna de la serie británica de ciencia ficción Doctor Who, emitido originalmente el 2 de febrero de 2020 por BBC One. Fue escrito por Pete McTighe y el productor ejecutivo Chris Chibnall y dirigido por Jamie Magnus Stone.
El episodio está protagonizado por Jodie Whittaker como la Decimotercer Doctor y sus acompañantes Graham O'Brien (Bradley Walsh), Ryan Sinclair (Tosin Cole) y Yasmin Khan (Mandip Gill).

## Sinopsis
La Doctor y sus acompañantes, junto con el exoficial de policía Jake, la videobloguera Gabriela y los investigadores médicos Suki y Amaru, investigan una nueva bacteria que infecta a personas en Perú, Hong Kong y Madagascar, donde los enfermos quedan cubiertos por una sustancia cristalina antes de que sus cuerpos se desintegren. Las aves en las áreas locales también han comenzado a actuar agresivamente hacia los humanos.
El grupo descubre que Adam, el esposo de Jake y astronauta, está infectado y retenido en un laboratorio de Hong Kong. Mientras lo rescatan, son atacados por humanoides en trajes de riesgo biológico. Yaz y Gabriela se quedan atrás para investigar más mientras el resto va al laboratorio de Suki en Madagascar en la TARDIS para estudiar a Adam. Yaz y Gabriela ven a otro humanoide usar un panel de teletransporte y deciden seguirlo, terminando en un lugar de aspecto alienígena.
La Doctor determina que la bacteria se siente atraída por los microplásticos que tienen saturados a los seres vivos, y que las enzimas naturales de las aves están tratando de combatirla, lo que hace que se vuelvan violentas. Cuando genera un antídoto, se da cuenta de que el laboratorio de Suki está perfectamente equipado para esta tarea, y Suki revela que es uno de los restos de una raza alienígena devastada por «Praxeus», su nombre para la bacteria. Cuando Yaz informa a la Doctor de su descubrimiento, Suki se teletransporta. Después de que los pájaros matan a Amaru en la playa y entran al laboratorio, la Doctor y los demás huyen a la TARDIS y luego a la ubicación de Yaz. Adam se da voluntario como sujeto de prueba para el antídoto, y la Doctor programa la TARDIS para sintetizar más, en caso de que tenga éxito.
Cuando llegan, la Doctor determina que están en el fondo del mar en una concha de plástico hecha en la mancha de basura del Océano Índico. Encuentran a Suki a bordo de su nave y descubren que su especie llegó a la Tierra, rica en plásticos, para estudiar a Praxeus y crear su propio antídoto. Cuando Suki exige el antídoto de la Doctor, le dicen que solo funcionará en humanos. El cuerpo de Suki, infectado por Praxeus, pronto se consume y se desintegra. La Doctor descubre que el barco funciona con combustible orgánico, y con Adam curado con éxito, sus aliados cargan el lote de antídoto en el barco y lo ponen en camino para explotarlo en la atmósfera, de forma de distribuirlo a través de la corriente en chorro. Sin embargo, el piloto automático falla, y Jake se queda atrás para pilotar el barco en su curso, mientras que los otros se retiran a la TARDIS. La Doctor usa la TARDIS para rescatar a Jake en el milisegundo antes de la destrucción de la nave. Con la cura exitosamente extendida, la Doctor deja a Jake, Adam y Gabriela cerca del laboratorio de Suki.

## Producción

### Desarrollo
Praxeus fue escrito por Pete McTighe y Chris Chibnall. McTighe escribió el episodio Kerblam! de la temporada anterior.

### Casting
Molly Harris apareció como un personaje llamado Suki Cheng. El elenco adicional se anunció en la revista Doctor Who Magazine #547 a principios de enero de 2020. Warren Brown también participó del episodio.

### Filmación
Jamie Magnus Stone dirigió el tercer bloque del primer y sexto episodio. Praxeus fue filmado en parte en Sudáfrica, incluyendo Ciudad del Cabo, junto con Spyfall como parte del primer bloque de filmación.

## Difusión y recepción

### Calificaciones
Praxeus fue visto por 3,97 millones de espectadores de la noche, lo que lo convierte en el cuarto programa más visto del día en el Reino Unido.  El episodio tuvo una puntuación del Índice de Apreciación del Público de 78.

### Recepción crítica
El sitio de revisión Rotten Tomatoes calculó una aprobación del 64% y una calificación promedio de 6,38/10 sobre la base de 11 críticas. El consenso crítico de la página web dice:

Un paso atrás de la entrega anterior, Praxeus es una caja misteriosa que no suma mucho, pero sigue siendo un regreso lo suficientemente divertido a lo básico para Doctor Who.

Por su parte, la crítica Caroline Siede de The A.V. Club, comparó a Praxeus con el episodio Blink de 2007 respecto a tomar un elemento cotidiano, en este caso los microplásticos, como algo terrorífico. Destacando al elenco secundario, realizó una comparación positiva respecto al episodio Orphan 55 de la misma temporada, ya que Praxeus si logró determinar claramente el elemento de contaminación en comparación al futuro apocalíptico visto en el otro episodio.